# Liga Argentina de Voleibol 2010-11
La Liga Argentina de Vóley 2010-11 fue la decimoquinta edición desde la creación del certamen. Se inició el 18 de noviembre de 2010 con el partido inaugural de temporada entre Boca Río Uruguay Seguros y Pescadores de Gualeguaychú, y finalizó el 3 de mayo de 2011 con el partido final entre UPCN Vóley y Drean Bolívar, que coronó al equipo sanjuanino como campeón por primera vez.

## Equipos participantes
| Club                        | Localidad                           | Temporada 2009-10      | Temp | Camp |
| --------------------------- | ----------------------------------- | ---------------------- | ---- | ---- |
| Boca Río Uruguay Seguros    | Ciudad de Buenos Aires              | Cuartos de final (8.º) |      | 5    |
| Buenos Aires Unidos         | Mar del Plata, Buenos Aires         |                        |      | 0    |
| Drean Bolívar               | Bolívar, Buenos Aires               | Campeón                | 9    | 6    |
| Chubut Volley               | Trelew, Chubut                      | Cuartos de final (7.º) |      | 4    |
| Gigantes del Sur            | Neuquén, Neuquén                    | Semifinales (4.º)      |      | 5    |
| Instituto Carlos Pellegrini | San Miguel de Tucumán, Tucumán      | Fase regular (11.º)    |      | 1    |
| La Unión de Formosa         | Formosa, Formosa                    | Semifinales (3.º)      |      | 4    |
| Pescadores de Gualeguaychú  | Gualeguaychú, Entre Ríos            | 1.° (Liga A2)          |      | 0    |
| PSM Vóley                   | Puerto General San Martín, Santa Fe | Fase regular (10.º)    |      | 1    |
| Sarmiento Santana Textiles  | Resistencia, Chaco                  |                        |      | 0    |
| SOS Villa María             | Villa María, Córdoba                | Cuartos de final (5.º) |      | 1    |
| UPCN Vóley                  | San Juan, San Juan                  | Final (2.º)            |      | 3    |

## Copa Máster
La Copa Máster de esta temporada fue la primera edición del torneo que reunió a los campeones de la pasada temporada Drean Bolívar (campeón de la liga pasada), UPCN Vóley Club (campeón del Súper 8), Boca Río Uruguay Seguros (campeón de la Copa Desafío) y La Unión de Formosa (tercero posicionado de la liga). El torneo se jugó en el Estadio Julio César Pacagnella del Club Tomás de Rocamora de Concepción del Uruguay. El campeón fue UPCN Vóley.
|  | Semifinales              | Semifinales |                          |                 | Final               | Final        |  |
|  |                          |             |                          |                 |                     |              |  |
|  |                          |             |                          |                 |                     |              |  |
|  | UPCN Vóley Club          | 3           |                          |                 |                     |              |  |
|  | UPCN Vóley Club          | 3           |                          |                 |                     |              |  |
|  | La Unión de Formosa      | 0           |                          |                 |                     |              |  |
|  | La Unión de Formosa      | 0           |                          | UPCN Vóley Club | 3                   |              |  |
|  |                          |             |                          | UPCN Vóley Club | 3                   |              |  |
|  |                          |             | Boca Río Uruguay Seguros | 0               |                     |              |  |
|  | Boca Río Uruguay Seguros | 3           | Boca Río Uruguay Seguros | 0               |                     |              |  |
|  | Boca Río Uruguay Seguros | 3           |                          |                 |                     |              |  |
|  | Drean Bolívar            | 1           |                          |                 | Tercer lugar        | Tercer lugar |  |
|  | Drean Bolívar            | 1           |                          |                 | Tercer lugar        | Tercer lugar |  |
|  |                          |             |                          |                 |                     |              |  |
|  |                          |             |                          |                 | Drean Bolívar       | 3            |  |
|  |                          |             |                          |                 | Drean Bolívar       | 3            |  |
|  |                          |             |                          |                 | La Unión de Formosa | 1            |  |
|  |                          |             |                          |                 | La Unión de Formosa | 1            |  |
|  |                          |             |                          |                 |                     |              |  |

Semifinales
| Fecha            | Local      | Resul | Visitante           | Estadio                        | Set 1 | Set 2 | Set 3 | Set 4 | Set 5 |
| ---------------- | ---------- | ----- | ------------------- | ------------------------------ | ----- | ----- | ----- | ----- | ----- |
| 22 de septiembre | UPCN Vóley | 3 - 0 | La Unión de Formosa | Estadio Julio César Pacagnella | 25-14 | 25-18 | 25-17 |       |       |
| 22 de septiembre | Boca RUS   | 3 - 1 | Drean Bolívar       | Estadio Julio César Pacagnella | 25-23 | 25-22 | 32-34 | 25-21 |       |

Tercer puesto
| Fecha            | Local         | Resul | Visitante           | Estadio                        | Set 1 | Set 2 | Set 3 | Set 4 | Set 5 |
| ---------------- | ------------- | ----- | ------------------- | ------------------------------ | ----- | ----- | ----- | ----- | ----- |
| 23 de septiembre | Drean Bolívar | 3 - 1 | La Unión de Formosa | Estadio Julio César Pacagnella | 25-17 | 25-23 | 25-27 | 25-17 |       |

Final
| Fecha            | Local    | Resul | Visitante  | Estadio                        | Set 1 | Set 2 | Set 3 | Set 4 | Set 5 |
| ---------------- | -------- | ----- | ---------- | ------------------------------ | ----- | ----- | ----- | ----- | ----- |
| 23 de septiembre | Boca RUS | 0 - 3 | UPCN Vóley | Estadio Julio César Pacagnella | 18-25 | 23-25 | 23-25 |       |       |

Campeón
UPCN Vóley Club
Primer título

## Copa ACLAV
La Copa ACLAV de esta temporada fue la sexta edición del torneo. El campeón fue Boca Río Uruguay Seguros que logró su primer título en esta competencia.
|  | Semifinales              | Semifinales |                     |                          | Final               | Final        |  |
|  |                          |             |                     |                          |                     |              |  |
|  |                          |             |                     |                          |                     |              |  |
|  | Boca Río Uruguay Seguros | 3           |                     |                          |                     |              |  |
|  | Boca Río Uruguay Seguros | 3           |                     |                          |                     |              |  |
|  | UPCN San Juan Vóley      | 2           |                     |                          |                     |              |  |
|  | UPCN San Juan Vóley      | 2           |                     | Boca Río Uruguay Seguros | 3                   |              |  |
|  |                          |             |                     | Boca Río Uruguay Seguros | 3                   |              |  |
|  |                          |             | La Unión de Formosa | 2                        |                     |              |  |
|  | Buenos Aires Unidos      | 1           | La Unión de Formosa | 2                        |                     |              |  |
|  | Buenos Aires Unidos      | 1           |                     |                          |                     |              |  |
|  | La Unión de Formosa      | 3           |                     |                          | Tercer lugar        | Tercer lugar |  |
|  | La Unión de Formosa      | 3           |                     |                          | Tercer lugar        | Tercer lugar |  |
|  |                          |             |                     |                          |                     |              |  |
|  |                          |             |                     |                          | Buenos Aires Unidos | 3            |  |
|  |                          |             |                     |                          | Buenos Aires Unidos | 3            |  |
|  |                          |             |                     |                          | UPCN San Juan Vóley | 1            |  |
|  |                          |             |                     |                          | UPCN San Juan Vóley | 1            |  |
|  |                          |             |                     |                          |                     |              |  |

| Fecha           | Local    | Resul | Visitante           | Estadio                            | Set 1 | Set 2 | Set 3 | Set 4 | Set 5 |
| --------------- | -------- | ----- | ------------------- | ---------------------------------- | ----- | ----- | ----- | ----- | ----- |
| 11 de noviembre | Boca RUS | 3 - 2 | La Unión de Formosa | CEDEC n.° 1, San Fernando, Bs. As. | 23-25 | 14-25 | 25-22 | 25-21 | 15-10 |

Campeón
Boca Río Uruguay Seguros
Primer título

## Fase regular
Referencia: somosvoley.com. Diario Olé.
| Pos. | Equipo                      | Partidos | Partidos | Partidos | Sets | Sets | Tantos | Tantos | Pts |
| Pos. | Equipo                      | PJ       | PG       | PP       | SG   | SP   | TG     | TP     | Pts |
| ---- | --------------------------- | -------- | -------- | -------- | ---- | ---- | ------ | ------ | --- |
| 1.º  | Buenos Aires Unidos         | 22       | 19       | 3        | 60   | 24   | 1945   | 1739   | 52  |
| 2.º  | UPCN Vóley                  | 22       | 17       | 5        | 58   | 24   | 1933   | 1686   | 52  |
| 3.º  | La Unión de Formosa         | 22       | 16       | 6        | 53   | 26   | 1838   | 1657   | 46  |
| 4.º  | Drean Bolívar               | 22       | 15       | 7        | 53   | 29   | 1948   | 1758   | 46  |
| 5.º  | SOS Villa María             | 22       | 16       | 6        | 51   | 29   | 1878   | 1749   | 45  |
| 6.º  | Boca Río Uruguay Seguros    | 22       | 11       | 11       | 44   | 39   | 1875   | 1838   | 36  |
| 7.º  | Sarmiento Santana Textiles  | 22       | 11       | 11       | 46   | 43   | 2000   | 1986   | 36  |
| 8.º  | PSM Vóley                   | 22       | 8        | 14       | 32   | 46   | 1719   | 1818   | 24  |
| 9.º  | Gigantes del Sur            | 22       | 6        | 16       | 25   | 53   | 1594   | 1819   | 18  |
| 10.º | Pescadores de Gualeguaychú  | 22       | 4        | 18       | 23   | 57   | 1718   | 1912   | 15  |
| 11.º | Instituto Carlos Pellegrini | 22       | 4        | 18       | 21   | 59   | 1664   | 1898   | 14  |
| 12.º | Chubut Volley               | 22       | 5        | 17       | 23   | 60   | 1759   | 2011   | 12  |

|  |                                             |
|  | Clasificados a cuartos de final.            |
|  | Clasificado a la serie por la Permanencia.  |
|  | Descendido a la Liga A2 de Vóley Argentino. |

## Segunda fase; serie de permanencia
| Fecha                                                                                             | Local                       | Resul      | Visitante                   | Set 1                                      | Set 2                                      | Set 3                                      | Set 4                                      | Set 5                                      |
| ------------------------------------------------------------------------------------------------- | --------------------------- | ---------- | --------------------------- | ------------------------------------------ | ------------------------------------------ | ------------------------------------------ | ------------------------------------------ | ------------------------------------------ |
| 15 de marzo                                                                                       | Instituto Carlos Pellegrini | 0-3        | MSM Bella Vista             | 30-32                                      | 22-25                                      | 21-15                                      |                                            |                                            |
| 19 de marzo                                                                                       | MSM Bella Vista             | 0-3        | Instituto Carlos Pellegrini | 20-25                                      | 21-25                                      | 27-29                                      |                                            |                                            |
| 24 de marzo                                                                                       | Instituto Carlos Pellegrini | [ nota 1 ] | MSM Bella Vista             | Instituto Carlos Pellegrini no se presentó | Instituto Carlos Pellegrini no se presentó | Instituto Carlos Pellegrini no se presentó | Instituto Carlos Pellegrini no se presentó | Instituto Carlos Pellegrini no se presentó |
| MSM Bella Vista asciende, mientras que Instituto Carlos Pellegrini jugará en la segunda división. |                             |            |                             |                                            |                                            |                                            |                                            |                                            |

1. ↑  El tercer partido estaba programado para el martes 22 de marzo. Por un problema en los vuelos, MSM Bella Vista pidió que se pospusiera el partido, que se reprogramó para el jueves. Carlos Pellegrini se negó a jugar porque consideraban que el cambio de fecha era antirreglamentario, ya que no había una razón de fuerza mayor, porque el viaje podía hacerse en un medio de transporte alternativo. Por otra parte, sus jugadores tenían pasaje para volver a sus ciudades el miércoles.[10][11][12]

## Segunda fase; play offs
|  | Cuartos de final | Cuartos de final    | Cuartos de final |                     |     | Semifinales         | Semifinales | Semifinales |  |     | Final           | Final | Final |  |
|  |                  |                     |                  |                     |     |                     |             |             |  |     |                 |       |       |  |
|  |                  |                     |                  |                     |     |                     |             |             |  |     |                 |       |       |  |
|  | 1.°              | Buenos Aires Unidos | 3                |                     |     |                     |             |             |  |     |                 |       |       |  |
|  | 1.°              | Buenos Aires Unidos | 3                |                     |     |                     |             |             |  |     |                 |       |       |  |
|  | 8.°              | PSM Vóley           | 0                |                     |     |                     |             |             |  |     |                 |       |       |  |
|  | 8.°              | PSM Vóley           | 0                |                     | 1.° | Buenos Aires Unidos | 2           |             |  |     |                 |       |       |  |
|  |                  |                     |                  |                     | 1.° | Buenos Aires Unidos | 2           |             |  |     |                 |       |       |  |
|  |                  |                     | 4.°              | Drean Bolívar       | 3   |                     |             |             |  |     |                 |       |       |  |
|  | 4.°              | Bolívar             | 4.°              | Drean Bolívar       | 3   | 3                   |             |             |  |     |                 |       |       |  |
|  | 4.°              | Bolívar             |                  |                     |     |                     |             |             |  |     |                 |       |       |  |
|  | 5.°              | SOS Villa María     | 1                |                     |     |                     |             |             |  |     |                 |       |       |  |
|  | 5.°              | SOS Villa María     | 1                |                     |     |                     |             |             |  | 2.° | UPCN Vóley Club | 4     |       |  |
|  |                  |                     |                  |                     |     |                     |             |             |  | 2.° | UPCN Vóley Club | 4     |       |  |
|  |                  |                     | 4.°              | Bolívar             | 3   |                     |             |             |  |     |                 |       |       |  |
|  | 2.°              | UPCN Vóley          | 4.°              | Bolívar             | 3   | 3                   |             |             |  |     |                 |       |       |  |
|  | 2.°              | UPCN Vóley          |                  |                     |     |                     |             |             |  |     |                 |       |       |  |
|  | 7.°              | Sarmiento Santana   | 0                |                     |     |                     |             |             |  |     |                 |       |       |  |
|  | 7.°              | Sarmiento Santana   | 0                |                     | 2.° | UPCN Vóley          | 3           |             |  |     |                 |       |       |  |
|  |                  |                     |                  |                     | 2.° | UPCN Vóley          | 3           |             |  |     |                 |       |       |  |
|  |                  |                     | 3.°              | La Unión de Formosa | 2   |                     |             |             |  |     |                 |       |       |  |
|  | 3.°              | La Unión de Formosa | 3.°              | La Unión de Formosa | 2   | 3                   |             |             |  |     |                 |       |       |  |
|  | 3.°              | La Unión de Formosa |                  |                     |     |                     |             |             |  |     |                 |       |       |  |
|  | 6.°              | Boca Río Uruguay    | 0                |                     |     |                     |             |             |  |     |                 |       |       |  |
|  | 6.°              | Boca Río Uruguay    | 0                |                     |     |                     |             |             |  |     |                 |       |       |  |
|  |                  |                     |                  |                     |     |                     |             |             |  |     |                 |       |       |  |

El equipo ubicado en la primera línea obtuvo la ventaja de localía.
El resultado que figura es la cantidad de partidos ganados por cada equipo en la serie.

### Cuartos de final
| Fecha       | Local               | Resul | Visitante           | Set 1 | Set 2 | Set 3 | Set 4 | Set 5 |
| ----------- | ------------------- | ----- | ------------------- | ----- | ----- | ----- | ----- | ----- |
| 15 de marzo | Buenos Aires Unidos | 3-1   | PSM Vóley           | 21-25 | 25-23 | 25-20 | 25-16 |       |
| 17 de marzo | Buenos Aires Unidos | 3-1   | PSM Vóley           | 23-25 | 25-19 | 25-23 | 25-16 |       |
| 24 de marzo | PSM Vóley           | 0-3   | Buenos Aires Unidos | 19-25 | 18-25 | 19-25 |       |       |

| Fecha       | Local           | Resul | Visitante       | Set 1 | Set 2 | Set 3 | Set 4 | Set 5 |
| ----------- | --------------- | ----- | --------------- | ----- | ----- | ----- | ----- | ----- |
| 15 de marzo | Drean Bolívar   | 3-1   | SOS Villa María | 25-27 | 25-21 | 25-23 | 25-23 |       |
| 17 de marzo | Drean Bolívar   | 3-2   | SOS Villa María | 19-25 | 25-23 | 25-17 | 23-25 | 15-11 |
| 24 de marzo | SOS Villa María | 3-0   | Drean Bolívar   | 25-20 | 25-15 | 25-22 |       |       |
| 26 de marzo | SOS Villa María | 1-3   | Drean Bolívar   | 25-21 | 24-26 | 24-26 | 25-17 |       |

| Fecha       | Local               | Resul | Visitante           | Set 1 | Set 2 | Set 3 | Set 4 | Set 5 |
| ----------- | ------------------- | ----- | ------------------- | ----- | ----- | ----- | ----- | ----- |
| 15 de marzo | La Unión de Formosa | 3-1   | Boca Río Uruguay    | 25-23 | 25-15 | 25-27 | 28-26 |       |
| 17 de marzo | La Unión de Formosa | 3-2   | Boca Río Uruguay    | 18-25 | 25-19 | 20-25 | 28-26 | 16-14 |
| 22 de marzo | Boca Río Uruguay    | 2-3   | La Unión de Formosa | 23-25 | 25-18 | 25-23 | 23-25 | 11-15 |

| Fecha       | Local                      | Resul | Visitante                  | Set 1 | Set 2 | Set 3 | Set 4 | Set 5 |
| ----------- | -------------------------- | ----- | -------------------------- | ----- | ----- | ----- | ----- | ----- |
| 15 de marzo | UPCN Vóley Club            | 3-0   | Sarmiento Santana Textiles | 25-19 | 25-18 | 27-25 |       |       |
| 17 de marzo | UPCN Vóley Club            | 3-0   | Sarmiento Santana Textiles | 25-19 | 25-20 | 25-22 |       |       |
| 24 de marzo | Sarmiento Santana Textiles | 2-3   | UPCN Vóley Club            | 25-17 | 22-25 | 25-22 | 19-25 | 12-15 |

### Semifinales
| Fecha       | Local               | Resul | Visitante           | Set 1 | Set 2 | Set 3 | Set 4 | Set 5 |
| ----------- | ------------------- | ----- | ------------------- | ----- | ----- | ----- | ----- | ----- |
| 31 de marzo | Buenos Aires Unidos | 2-3   | Drean Bolívar       | 17-25 | 21-25 | 25-19 | 25-23 | 13-15 |
| 2 de abril  | Buenos Aires Unidos | 3-0   | Drean Bolívar       | 25-22 | 25-23 | 25-13 |       |       |
| 7 de abril  | Drean Bolívar       | 1-3   | Buenos Aires Unidos | 25-22 | 22-25 | 20-25 | 21-25 |       |
| 9 de abril  | Drean Bolívar       | 3-0   | Buenos Aires Unidos | 25-19 | 25-20 | 25-22 |       |       |
| 12 de abril | Buenos Aires Unidos | 1-3   | Drean Bolívar       | 25-27 | 18-25 | 25-18 | 19-25 |       |

| Fecha       | Local               | Resul | Visitante           | Set 1 | Set 2 | Set 3 | Set 4 | Set 5 |
| ----------- | ------------------- | ----- | ------------------- | ----- | ----- | ----- | ----- | ----- |
| 31 de marzo | UPCN Vóley Club     | 3-0   | La Unión de Formosa | 25-15 | 25-20 | 25-18 |       |       |
| 2 de abril  | UPCN Vóley Club     | 3-0   | La Unión de Formosa | 25-22 | 27-25 | 25-21 |       |       |
| 7 de abril  | La Unión de Formosa | 3-0   | UPCN Vóley Club     | 25-18 | 25-22 | 29-27 |       |       |
| 9 de abril  | La Unión de Formosa | 3-1   | UPCN Vóley Club     | 20-25 | 25-17 | 25-22 | 25-22 |       |
| 12 de abril | UPCN Vóley Club     | 3-1   | La Unión de Formosa | 25-22 | 28-26 | 20-25 | 25-13 |       |

### Final
| Fecha       | Local           | Resul | Visitante       | Set 1 | Set 2 | Set 3 | Set 4 | Set 5 |
| ----------- | --------------- | ----- | --------------- | ----- | ----- | ----- | ----- | ----- |
| 15 de abril | UPCN Vóley Club | 1-3   | Drean Bolívar   | 25-23 | 18-25 | 20-25 | 21-25 |       |
| 16 de abril | UPCN Vóley Club | 0-3   | Drean Bolívar   | 23-25 | 22-25 | 21-25 |       |       |
| 21 de abril | Drean Bolívar   | 2-3   | UPCN Vóley Club | 25-22 | 26-28 | 25-19 | 23-25 | 13-15 |
| 22 de abril | Drean Bolívar   | 2-3   | UPCN Vóley Club | 25-17 | 25-21 | 23-25 | 23-25 | 10-15 |
| 27 de abril | UPCN Vóley Club | 3-2   | Drean Bolívar   | 25-27 | 25-20 | 19-25 | 29-27 | 15-8  |
| 30 de abril | Drean Bolívar   | 3-2   | UPCN Vóley Club | 17-25 | 13-25 | 33-31 | 25-19 | 15-13 |
| 3 de mayo   | UPCN Vóley Club | 3-1   | Drean Bolívar   | 26-24 | 25-20 | 23-25 | 25-18 |       |

| boder                         |
| UPCN Vóley Club Primer título |

## Otros torneos durante la temporada

### Torneo Súper 8
El Torneo Súper 8, por motivos de patrocinio Torneo Súper 8 Lotería de la provincia, fue el torneo de mitad de temporada que juntó a los ocho mejores equipos de la primera ronda de la fase regular de la liga. El campeón del torneo fue Buenos Aires Unidos que venció en la final a Drean Bolívar en el Estadio Once Unidos en Mar del Plata.
| Fecha        | Local               | Resul | Visitante     | Estadio                  | Set 1 | Set 2 | Set 3 | Set 4 | Set 5 |
| ------------ | ------------------- | ----- | ------------- | ------------------------ | ----- | ----- | ----- | ----- | ----- |
| 5 de febrero | Buenos Aires Unidos | 3 - 0 | Drean Bolívar | El Coloso de Parque Luro | 25-15 | 25-23 | 25-21 | —     | —     |

Campeón
Buenos Aires Unidos
Primer título